# Arthur Lawson (diretor de arte)
Arthur Lawson (Sunderland, 1908 — 1970) é um diretor de arte britânico. Venceu o Oscar de melhor direção de arte na edição de  por The Red Shoes, ao lado de Hein Heckroth.